# Chaetotyphula montana
Chaetotyphula montana är en svampart som beskrevs av Singer 1977. Chaetotyphula montana ingår i släktet Chaetotyphula och familjen mattsvampar.   Inga underarter finns listade i Catalogue of Life.